# Sándor Zsótér
Dans le nom hongrois Zsótér Sándor, le nom de famille précède le prénom, mais cet article utilise l’ordre habituel en français Sándor Zsótér, où le prénom précède le nom.
Pour les articles homonymes, voir Zsótér.
Sándor Zsótér, né à Budapest (Hongrie) le 20 juin 1961, est un acteur, dramaturge et metteur en scène hongrois, lauréat du prix Kossuth.

## Biographie
Sándor Zsótér étudie l'art dramatique à l'École supérieure d'art dramatique et cinématographique à Budapest de 1979 à 1983, puis rejoint la troupe du théâtre Hevesi Sándor (en). Ensuite il joue au théâtre Szigligeti (hu) à Szolnok, au théâtre Radnóti Miklós (hu) à Budapest, au théâtre Móricz Zsigmond (eo) à Nyíregyháza avant de rejoindre en 1992 la troupe du théâtre national de Miskolc.

## Filmographie partielle

### Comme acteur
- 1983 : Daniel prend le train de Pál Sándor
- 1988 : Miss Arizona de Pál Sándor
- 1996 : Le Violon de Rothschild  d'Edgardo Cozarinsky : Rothschild
- 2014 : White God de Kornél Mundruczó
- 2015 : Le Fils de Saul de László Nemes
- 2017 : Whisky Bandit (A Viszkis) de Nimród Antal

## Au théâtre
Sándor Zsótér a notamment joué dans des pièces de Shakespeare (Périclès, prince de Tyr, A Midsummer Night Dream), de Charlotte Brontë (Jane Eyre), d'Henrik Ibsen (Peer Gynt), Friedrich Schiller (Marie Stuart), József Katona (Bánk bán).

## Récompenses et distinctions
- 1998 : prix Mari-Jászai
- 2006 : prix Kossuth